# Beda Weber
Johann Chrysanth Weber, detto Beda (Lienz, 26 ottobre 1798 – Francoforte sul Meno, 28 febbraio 1858), è stato uno scrittore tedesco.
Benedettino dal 1821, insegnò a Merano (1826) e ne fu deputato all'assemblea di Francoforte (1848). Nel 1838 esordì col volume storico Das Land Tirol, mentre nel 1852 analizzò in un libro la figura di Andreas Hofer. Nel 1846 scrisse la nota tragedia Spartacus.
Il Liceo Classico di lingua tedesca di Merano porta il nome di questo scrittore:
Humanistisches Gymnasium Beda Weber Meran.